# Paris Las Vegas
Paris Las Vegas – hotel i kasyno, położony przy bulwarze Las Vegas Strip w Paradise, w stanie Nevada. Stanowi własność korporacji Caesars Entertainment Corp. Zgodnie z nazwą, obiekt inspirowany jest stolicą Francji, Paryżem. 
Kompleks Paris Las Vegas składa się z kilku replik oryginalnej paryskiej architektury, a w tym m.in.: wieży Eiffla (w skali 1:2, mierzącej niemal 165 metrów), Łuku Triumfalnego (2/3 wielkości pierwowzoru), a także Place de la Concorde. W obiekcie znajduje się poza tym teatr Le Théâtre des Arts z 1.200 miejscami.
Paris Las Vegas połączony jest promenadą z siostrzanym obiektem, Bally’s Las Vegas.

## Historia
Pomysł na budowę obiektu należał do korporacji Bally’s Entertainment, zaś za projekt architektoniczny kompleksu odpowiedzialne były cztery firmy: Leidenfrost/Horowitz & Assoc., Bergman, Walls & Assoc. oraz MBH Architects.
Prace konstrukcyjne rozpoczęły się 17 kwietnia 1997 roku. Oficjalne otwarcie Paris Las Vegas miało miejsce 1 września 1999 roku, wraz z wystrzałem ton fajerwerków ze szczytu wieży Eiffla. Podczas uroczystej ceremonii francuska aktorka Catherine Deneuve włączyła wszystkie światła w budynku, łącznie z kryształowymi żyrandolami w głównym lobby.

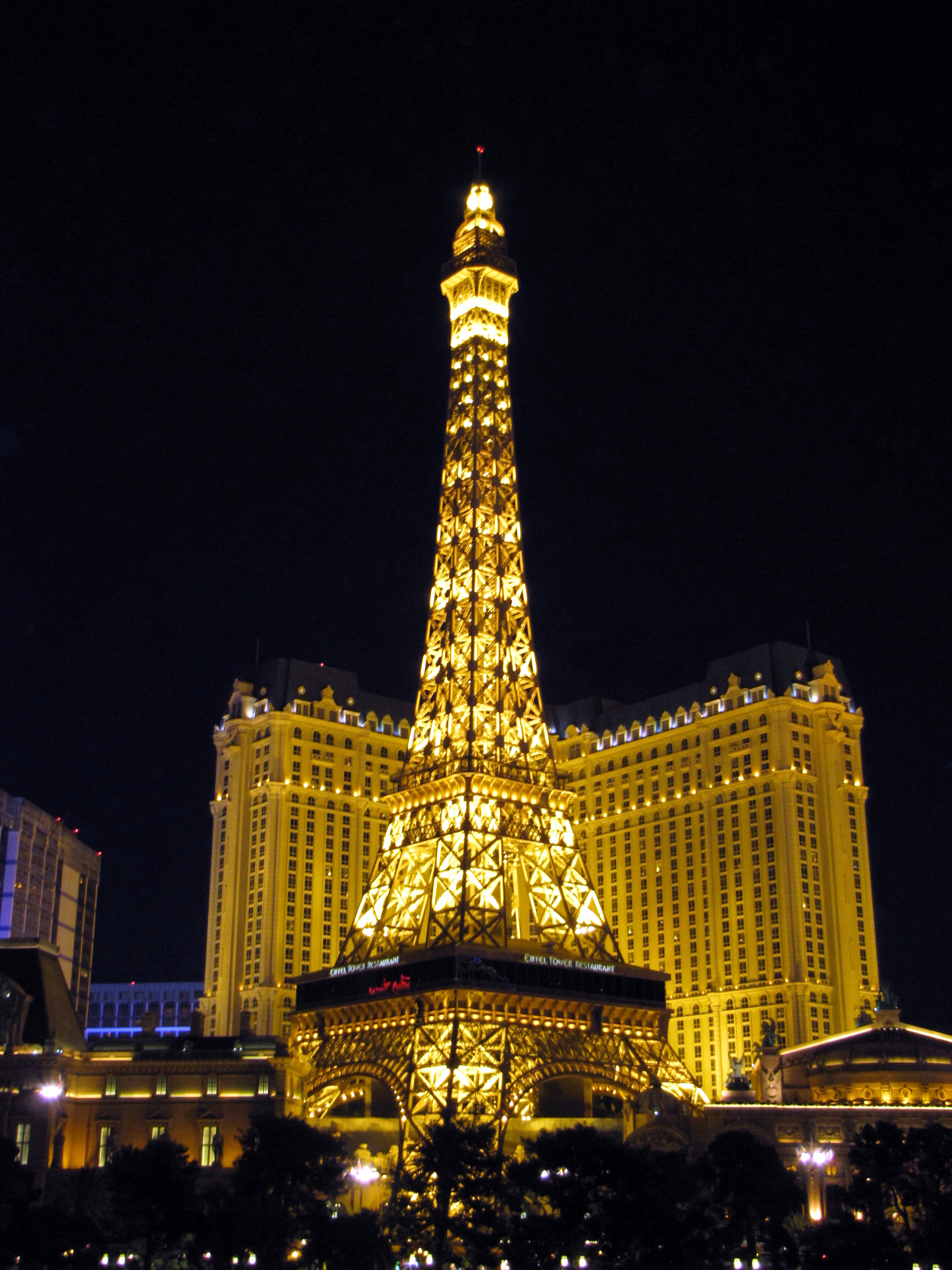
Replika wieży Eiffla nocą

W 1996 roku korporacja Hilton Hotels wykupiła Bally’s Entertainment. W wyniku kolejnych zmian własnościowych, utworzono Park Place Entertainment, która miała zarządzać kasynami należącymi do Hilton Hotels. W 2000 roku Park Place Entertainment zakupiła Caesars World, po czym, w 2004 roku, korporacja zmieniła nazwę na Caesars Entertainment Inc.
Według pierwotnych założeń, wieża Eiffla miała mieć te same wymiary, co paryski pierwowzór. Jednak ze względu na bliskość lotniska McCarran International Airport, wysokość wieży musiała zostać zmniejszona do skali 1:2. 
Koszt budowy Paris Las Vegas wyniósł 785 milionów dolarów, zaś sam obiekt zajmuje powierzchnię 97.000 m².
W 2007 roku, w Paris Las Vegas premierę miał musical The Producers, którego główną gwiazdą miał być David Hasselhoff. Jednakże aktor zaczął naruszać postanowienia umowy (między innymi nie pojawiał się na przedstawieniach), dlatego produkcja zaczęła skupiać się na innym bohaterze, granym przez Tony’ego Danza. The Producers wystawiany był do lutego 2008 roku. Od marca 2010 roku autorskie show w Paris Las Vegas posiada Barry Manilow, który związał się z obiektem 5–letnim kontraktem.
Kryzys ekonomiczny lat 2008–2009 spowodował, że korporacja Caesars Entertainment zmieniła swoją strategię marketingową. Od tego czasu każdy z należących do niej obiektów miał być reklamowany wśród określonej grupy społecznej. W wyniku tego, Paris Las Vegas propagowany był przede wszystkim wśród homoseksualnych gości odwiedzających Las Vegas.

## Galeria

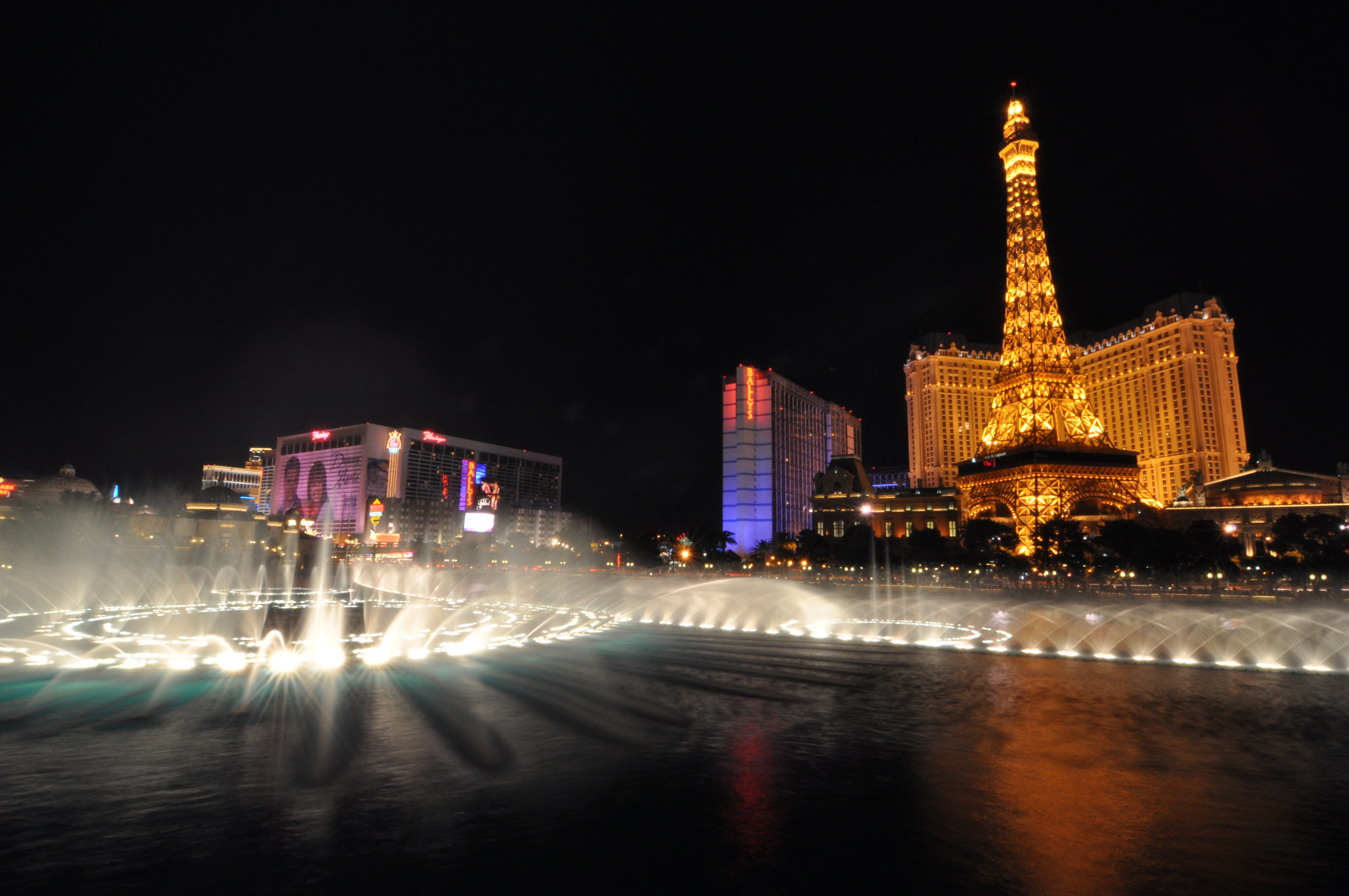
Paris Las Vegas na tle słynnych fontann Bellagio
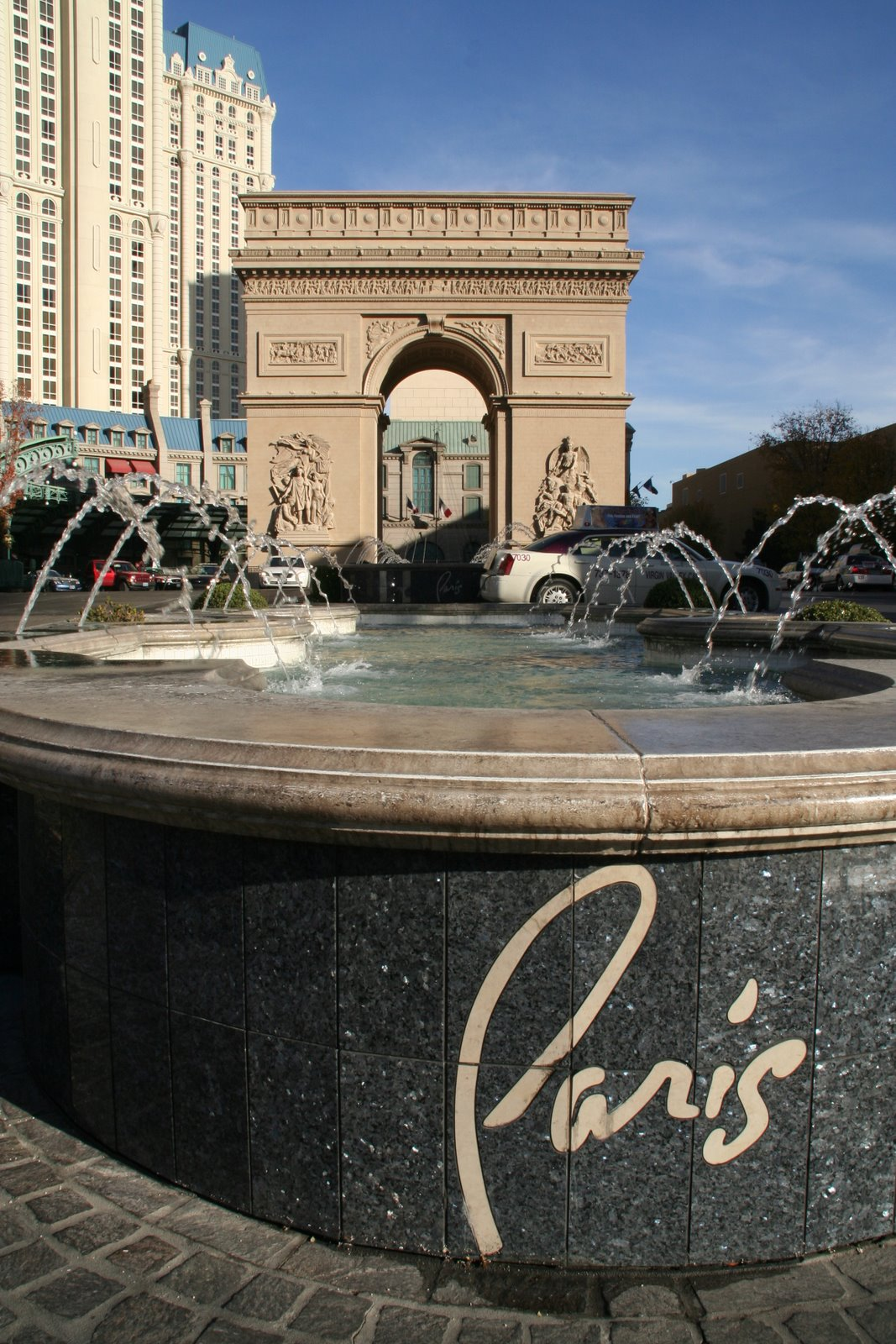
Paris Las Vegas
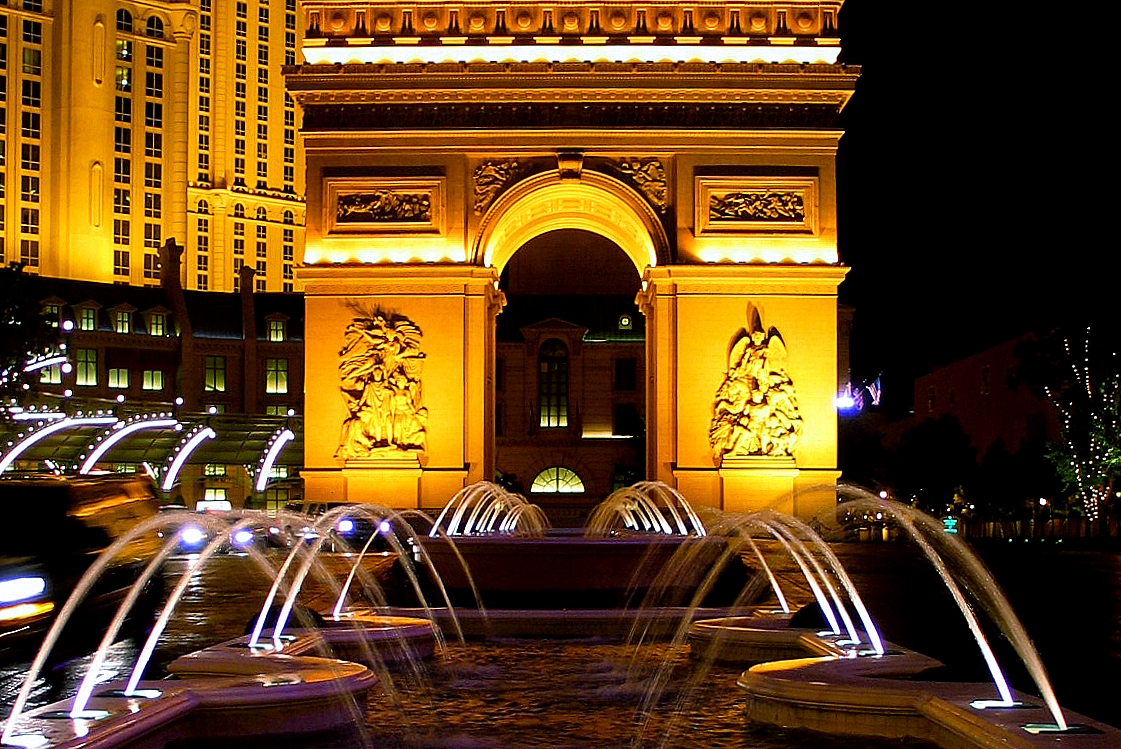
Replika Łuku Triumfalnego nocą
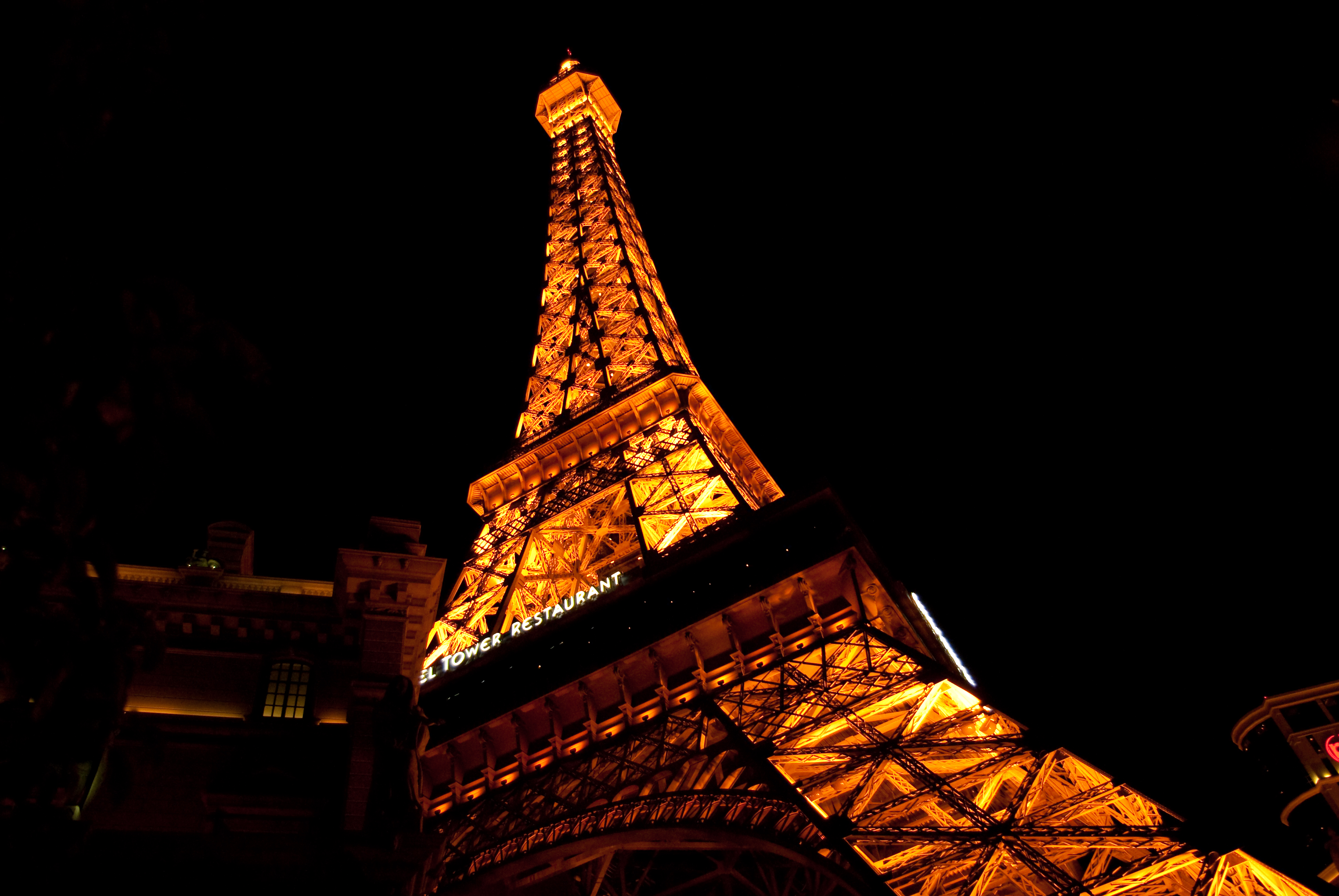
Replika wieży Eiffla nocą
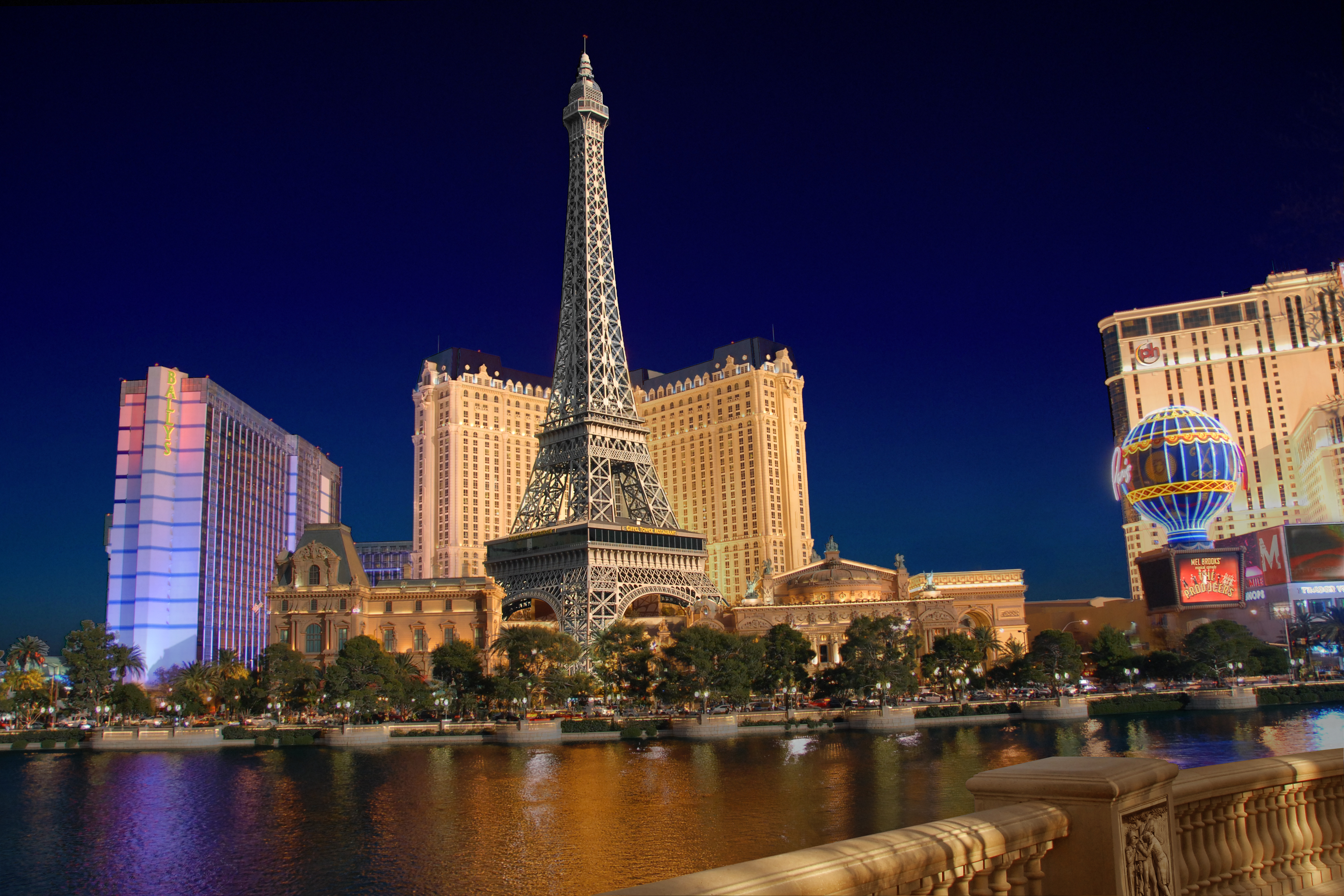
Kompleks Paris Las Vegas nocą